# História etrusca
Os etruscos eram um aglomerado de povos que viveram na península Itálica na região a sul do rio Arno e a norte do Tibre, mais ou menos equivalente à atual Toscana, com partes no Lácio e a Úmbria.

## Origens

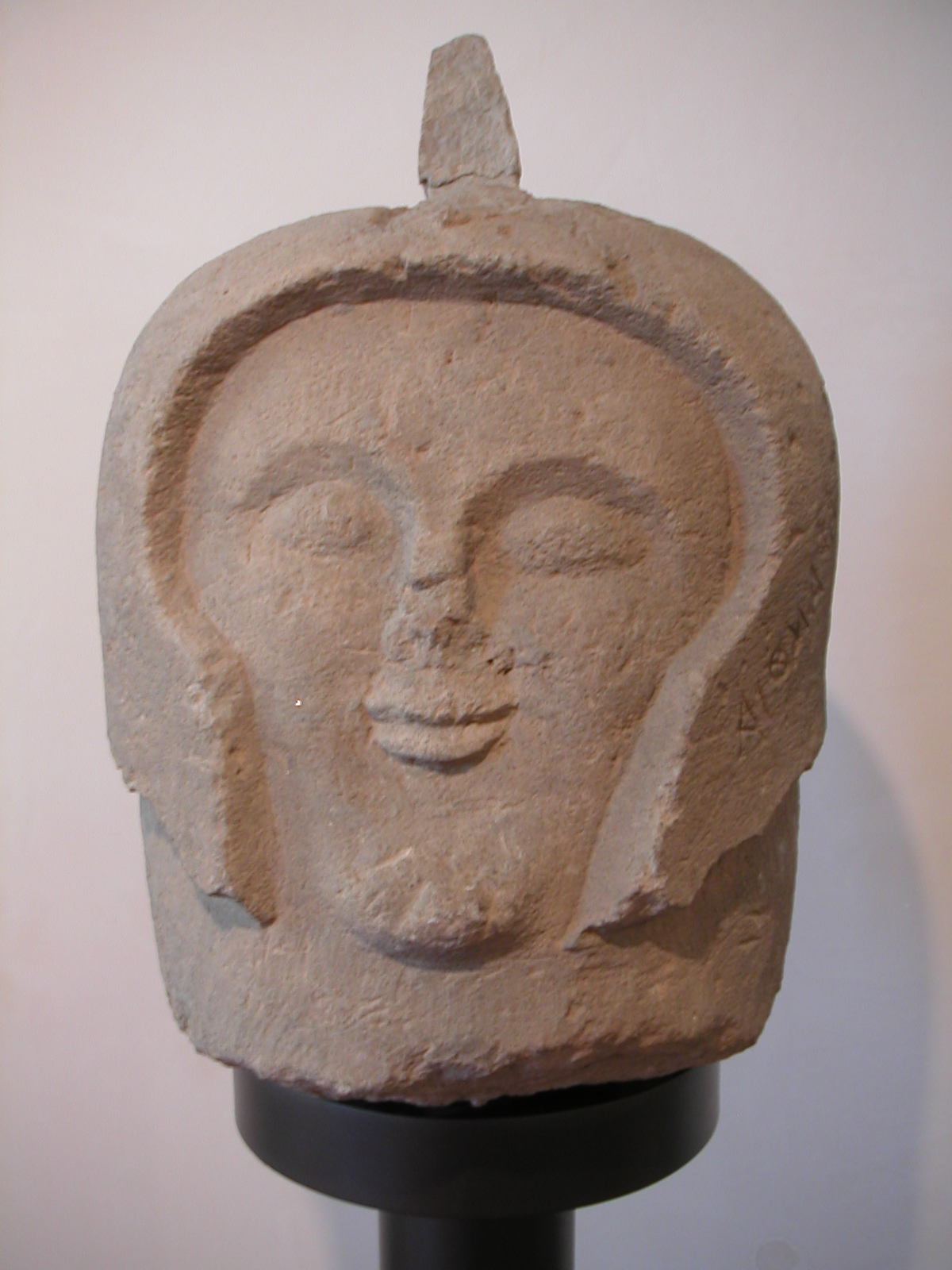
Cabeça de guerreiro (Necrópole de Crocifisso del Tufo, Orvieto, Itália)

A origem dos etruscos permanece uma incógnita, embora existam várias teorias a respeito. Duas delas são as que têm maior peso:
1. A teoria orientalista, proposta por Heródoto, que crê que os etruscos chegaram desde Lídia por volta do século XIII a.C. Para demonstrá-lo baseiam-se nas supostas características orientais da sua religião e costumes, bem como que se tratava de uma civilização muito original e evoluída comparada com os seus vizinhos.
2. A teoria de autoctonia, proposta por Dionísio de Halicarnasso, que considerava os etruscos como oriundos da península Itálica. Para argumentá-la, esta teoria que não há indícios de que a civilização etrusca tenha se desenvolvido em outros lugares e que o estrato lingüístico é mediterrâneo e não oriental. Em suas Antiguidades Romanas (livro I, capítulo 25) Halicarnasso considera  que "(...)o povo etrusco não emigrou de parte alguma e sempre esteve aqui".. [1]

Outra teoria, já descartada, foi a de uma origem "nórdica", defendida em finais do século XIX e primeira metade do século XX. Era baseada somente em parafonias, na similitude da sua autodenominação (rasena) com a denominação que os romanos deram a certos povos celtas que habitavam a Norte dos Alpes, no atual Leste da Suíça e Oeste da Áustria: os ræthii ou réticos.
A teoria atualmente mais fundamentada de certa forma sintetiza as de Heródoto e Dionísio de Halicarnasso: considera-se, por vários traços culturais (por exemplo, os alfabetos), um forte influxo cultural derivado de alguma migração procedente de sudoeste de Anatólia, mais precisamente desde o território que os gregos chamaram Karya (Cária), tal influxo cultural ter-se-ia estendido sobre povos autóctones situados na que atualmente é a Toscana
Talvez as respostas se encontrem na cultura de Villanova, representada por cerca de 100 tumbas encontradas na povoação de Villanova de Castenaso, em Bolonha, possíveis antecedentes da cultura etrusca. Por volta do século VII a.C. existiam doze cidades-estado independentes que se atribuem a Tarcão, filho ou irmão de Tirreno.
Esta tese da origem oriental dos etruscos é a mais conhecida na Antiguidade, tanto que os poetas latinos, principalmente Virgílio, designam frequentemente os etruscos pelo nome de Lydi.
os gregos e os romanos foram os primeiros a se interrogarem sobre a origem dos etruscos. No início, Heródoto situa a origem dos etruscos na Lídia (na atual Turquia). Segundo Heródoto, depois de um período de dificuldades e grande fome (vinte anos), um rei confiou ao filho, Tirreno, a missão de levar o seu povo para uma terra produtiva. Estes lídios conseguiram chegar à Itália e foram denominados de Tirrenos. Os elementos míticos dessa lenda, a fome, a partida para um lugar desconhecido, eram comuns neste gênero de relatos.
No seu apogeu século IV a.C. um extraordinário desenvolvimento político, social e artístico levou os etruscos a controlar vastos territórios (da planície do rio Pó até o golfo de Salerno). A região onde prosperaram, entre o Arno e o Tibre se chama Toscana por causa do nome que tinham em latim, Tusci. O mar que banha a costa da região se chama Tirreno, termo derivado de Tirrenoi, como os gregos denominaram os etruscos.
Até o século VIII a.C., a Toscana era povoada por cidades de cabanas humildes que indicam a vida modesta de sua população. Talvez por isso, o fascínio pela busca da origem de um povo de língua incomparável e que vivia com refinamento.

## Apogeu e decadência

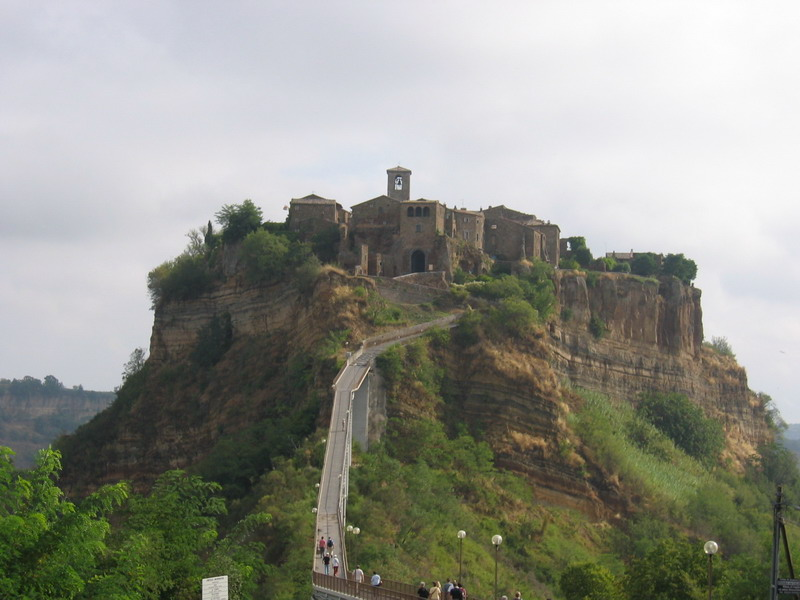
Cidade de Bagnoregio, de origem etrusca. Esta estrada foi, outrora, a principal via de ligação com o rio Tibre e Roma.

Por volta de século IX a.C. (c.a. 850 a.C.), os etruscos já estavam estabelecidos na região da Etrúria, entre os rios Arno e Tibre, a oeste e sul da cadeia dos Apeninos. Nos três séculos posteriores, difundiram seus domínios submetendo os povos locais, ocupando vastas áreas da planície do rio e fundaram cidades que existem até hoje. Em direção ao sul, tomaram Roma - então um aglomerado de aldeias - e transformaram-na em uma cidade cercada de muros. Acredita-se que os Tarquínios - uma dinastia de reis etruscos - governaram Roma por volta de 616 a.C. a 509 a.C..
Durante o processo de expansão, os etruscos atingiram até a região da Campânia, onde fundaram Cápua que, desde o início do século VI a.C., representou um centro comercial capaz de rivalizar com as colônias gregas vizinhas: Cuma e Neápolis (Nápoles). Por volta de 540 a.C., aliados aos cartagineses, derrotam os Fócios da Córsega. Essa vitória assegurou-lhes o controle da ilha e marcou o apogeu da expansão territorial.
Entretanto, os etruscos foram expulsos de Roma pelos latinos em 509 a.C.; tiveram sua fronteira destruída pelos gregos de Siracusa e Cuma em 476 a.C. Em 424 a.C., perderam a Campânia para os samnitas e, logo a seguir, o vale do rio Pó foi ocupado pelos celtas. Em 396 a.C., com a tomada de Veios, os romanos incorporaram ao seu território o que restava da Etrúria.